# Зарубинцы (Збаражская городская община)
Зарубинцы (укр. Зарубинці) — село в Збаражской городской общине Тернопольского района Тернопольской области Украины.
Код КОАТУУ — 6122483140. Население по переписи 2001 года составляло 653 человека, по данным 2023 года составляло 414 человек.
До 2020 года входило в Збаражский район.

## Географическое положение
Село Зарубинцы находится в 1,5 км от места впадения реки Гнезна в реку Гнездечна,
на расстоянии в 1,5 км от села Опреловцы.
По селу протекает пересыхающий ручей с запрудой.

## История
- 1582 год — дата основания.

## Экономика
- Спиртовой завод.

## Объекты социальной сферы
- Школа I—II ст.
- Клуб.
- Фельдшерско-акушерский пункт.

## Достопримечательности
- Братская могила советских воинов.

## Известные уроженцы
- Малецкий, Александр (1901—1939) — польский спортсмен, олимпийский чемпион по фехтованию на Летних Олимпийских играх 1928 года в Амстердаме. Бронзовый призёр в командном выступлении. Художник.